# Besdolus
Besdolus is een geslacht van steenvliegen uit de familie Perlodidae. De wetenschappelijke naam van het geslacht is voor het eerst geldig gepubliceerd in 1952 door Ricker.

## Soorten
Besdolus omvat de volgende soorten:
- Besdolus bicolor (Navás, 1909)
- Besdolus illyricus Kovács & Zwick, 2008
- Besdolus imhoffi (Pictet, 1841)
- Besdolus ravizzarum Zwick & Weinzierl, 1995
- Besdolus ventralis (Pictet, 1841)